# О Дже Сок
О Дже Сок  (кор. 오 재석, 4 січня 1990) — південнокорейський футболіст, олімпійський медаліст.

## Виступи на Олімпіадах
| Олімпіада   | Дисципліна | Місце |
| ----------- | ---------- | ----- |
| Лондон 2012 | футбол     | 3     |

## Інші досягнення
- Володар Кубка Південної Кореї: 2010
- Чемпіон Японії: 2014
- Володар Кубка Імператора Японії: 2014, 2015
- Володар Кубка Джей-ліги: 2014
- Володар Суперкубка Японії: 2015

Збірні
- Бронзовий призер Азійських ігор: 2010